# Trinità al Monte di Pietà
Cappella del Trinità al Monte di Pietà, conhecida também como Santa Maria del Soccorso al Monte di Pietà é uma capelabarroca localizada no interior do Palazzo del Monte di Pietà, no rione Regola de Roma, hoje desconsagrada. Localizada na Piazza Monte di Pietà, esta capela era dedicada à Nossa Senhora do Socorro e também à Santíssima Trindade e não tem acesso próprio a partir da rua. Propriedade do banco Unicredit, ela é aberta ao público somente em raras ocasiões.

## História e descrição
Projetada entre 1639 e 1641 por Francesco Peparelli, a decoração do interior, uma das mais ricas de Roma, demorou mais de um século para ficar pronta sob o comando de Giovanni Antonio De Rossi e Carlo Bizzaccheri. Os altares não foram decorados com pinturas, mas apenas com peças em relevo similares às de Sant'Agnese in Agone, na Piazza Navona. A decoração em estuque no teto é de Andrea Barrettoni, Giovanni Maria Galli, Filippo Ferrari e Michel Maille. Entre outras obras, destacam-se um busto de São Carlos Borromeo de Domenico Guidi abrigado no vestíbulo e um ciclo de baixos-relevos no teto contando a história do Monte di Pietà de Simone Giorgini, Lorenzo Ottoni, A. Berrettoni e Michel Maille.
A capela foi desconsagrada quando o palácio foi confiscado logo após a captura de Roma (1870), mas foi mantida em excelente estado de preservação.